# 谷部金次郎
谷部 金次郎（やべ きんじろう、1946年7月 - ）は埼玉県本庄市出身の料理人。昭和天皇の料理番として有名。

## 人物
1946年、板金業を営む家庭で5人兄弟の末子に生まれる。家計を助けるためアルバイトを幾つも掛け持ちするが、その中に地元の食堂があった。その食堂で熱心さと料理の素質を見出され、中学卒業後に義兄が料理長を務める日本銀行霞町分館(日銀クラブ)に就職し、本格的に料理の道に入る。
日銀クラブ在職中に皇居の新年祝賀料理を手伝ったのが縁で、1964年に宮内庁管理部大膳課に転職、厨房第一係（和食担当）に奉職。
以後主厨長（総料理長）の秋山徳蔵や中島伝次郎、宇津俊雄などに師事して研鑽を積み、昭和天皇の日常の食事から各種儀式、催事、晩餐会などの料理を手掛ける。在職時の同僚には渡辺誠などがいる。
1989年、昭和天皇崩御とともに宮内庁を退職。以後は執筆、講演、料理教室主宰などの活動の傍ら、テレビ出演や大学非常勤講師などを務める。

## エピソード
- 大膳課職員は昭和天皇の事を聖上（おかみ）と呼んでおり、谷部もそれに従っていた。
- 皇室の食に対する考え方として身土不二や一物全体を挙げる事が多く、自身もモットーとしている。また素材本来の味を損なわないよう、味付けは基本的に薄味を推奨。出演した番組でも「最近の料理は調味料の味しかしない」と発言している。
- 昭和天皇と初めて直接会ったのは、大膳に奉職して数年後の皇族の親睦会でのこと。谷部は立食形式のパーティー会場で天ぷらの屋台を担当していた。会も半ばになるまで黙々と仕事をしていたが、目の前に突然、昭和天皇が立って注文してきた。緊張で手足が震え、仕上げるのに普段の数倍の時間が掛かったが、昭和天皇は文句一つ言わずに静かに待っていた。昭和天皇が立ち去った後は倒れそうになったという。この時の経験が「昭和天皇一代だけに仕えよう」という決意になり、後の退職に繋がる。
- 講演や講義などでは必ず「天皇陛下は金の箸や年代物の食器を使っているのか?」や「どんな豪華な食事をしているのか?」という質問がされるが、普段の食事は焼き魚やホウレンソウのおひたし、粥やオムレツなどの普通の総菜である旨を回答すると、多くの人は驚くという。皇族の食事は基本的に質素で、昭和天皇も頂き物（献上品）の鰻の佃煮を、数回の食事に分けて大切に食べたりしていたという。
- 谷部自身も奉職当初は「どんな豪華な料理が担当出来るのだろう」と期待していたが、注文されるのが有りふれた総菜ばかりなので拍子抜けしたと語っている。しかし、一般的な献立を上質に仕上げることにに取り組み、やり甲斐を感じるようになる。
- 一方で宮中祭祀などの儀式用の料理は、材料の切り方や色合い、盛りつけ方などが極めて厳格で、慣れないうちは何度も作り直しを命じられた。
- 秋山徳蔵は小柄で穏やかな物腰ながら眼光は鋭く、仕事に対する誇りは強烈な物があったが、他方では下の者の意見にも耳を傾け、自分から頭を下げる事もあったという。谷部も自分から頭を下げる秋山に恐縮した事もあった。
- 秋山の跡を継いで主厨長（総料理長）になった中島伝次郎は、仕事には厳しい職人肌の料理人だったがプライベートは粋な遊び人で、谷部には「谷部先生」と言って競馬の教えを請う事もあったという。
- 那須の御用邸に随行した時は、幼少時の東久邇優子と卓球をするなど、皇族・旧皇族の子女の遊び相手になった事もある。
- 昭和天皇の最後の食事を作った料理人である。1988年9月19日、当番だった谷部は食事を作って出し、そのまま宿直で待機していたが、深夜のニュースで昭和天皇の吐血を知った。余りのショックに、最後の献立が何であったのかの記憶が、現在に至るまで失われてしまっているという。この日を最後に、昭和天皇は固形物を食べることなく翌年1月に崩御した。

## 著書
- 昭和天皇と鰻茶漬 陛下一代の料理番 (河出書房新社)
- おもてなし-ひと手間かけた心づくしの料理で（双葉社）
- 昭和天皇の料理番-日本人の食の原点（講談社）
- ロイヤル・グルメ-宮内庁御用達・献上の品99（成美堂出版）

## テレビ出演
- 世界一受けたい授業（日本テレビ）
- キユーピー3分クッキング（日本テレビ）
  - 2000年12月26日・27日・28日・29日・30日（《番組特集》「お正月のお祝い料理」講師）[1]
  - 2002年12月31日（「年越しそば」講師）[2]
  - 2003年3月27日・28日（《番組特集》「春休み親子クッキング」講師）[3]
- たけしのニッポンのミカタ!（テレビ東京）